# Хрестовоздвиженська церква (Ізюм)
Хрестовоздвиженська (Миколаївська) церква у місті Ізюм Харківської області.
Спочатку Хрестовоздвиженська (Миколаївська) церква була побудована на кошти парафіян у 1704-1709 роках. Це була невелика дерев'яна споруда. Розташовувався храм в районі нинішньої Першотравневої вулиці. 4 травня 1747 року дерев'яна будівля згоріла і на прохання парафіян Якова Катрухи та Якова Онищенка, і в основному на їхні кошти, було дозволено побудувати новий, також дерев'яний храм, який був освячений у 1751 році.
Церква знаходилася на леваді в районі вулиці Харківської. Ця споруда не збереглася до наших днів, бо у 1752 році дерев'яний храм став настільки старим, що ізюмський полковник Федір Краснокутський за свій рахунок побудував новий.
Минув час і обидві дерев'яні церкви застаріли і прийшли в такий стан, що їх необхідно було відбудовувати наново. На пожертви парафіян трьох парафій у 1809–1823 рр. був побудований новий кам'яний храм — Хрестовоздвиженську церкву. Вона була освячена, як записано в церковному аніміносі, в 1821 році.
Спочатку церква була побудована в стилі класицизму, але за свою більш ніж півторавікову історію неодноразово перебудовувалася. Ще в середині XIX сторіччя тричастинна споруда з дзвіницею була розширена добудовою бічних прибудов. У кожному переділі — двоколонний портик тосканського ордера з Західної сторони і квадратна в плані вівтарна частина — зі східної.
Довгий час храм використовувався зовсім не за призначенням. Але попри це, можна побачити купол з тематичним та орнаментальним розписом, на стінах олійний живопис, виконаний у різні періоди XIX і ХХ століть. Від дзвіниці, що примикає з заходу, зберігся лише нижній ярус.
За радянських часів у храмі був меблевий магазин.
Насьогодні[коли?] у Хрестовоздвиженському (Миколаївському) храмі ведуться роботи з реставрації та консервації настінних розписів, виконаних художниками школи В. М. Васнецова. Існує версія, що зображення архангела Гавриїла належить пензлю самого Васнецова. Під час відновлювальних робіт реставратори встановили, що під розписом, доступним огляду, знаходяться ще три давніші шари.
У 2010 році була відбудована недільна школа.
Церква була пошкоджена внаслідок російських обстрілів у березні 2022 року

## Галерея

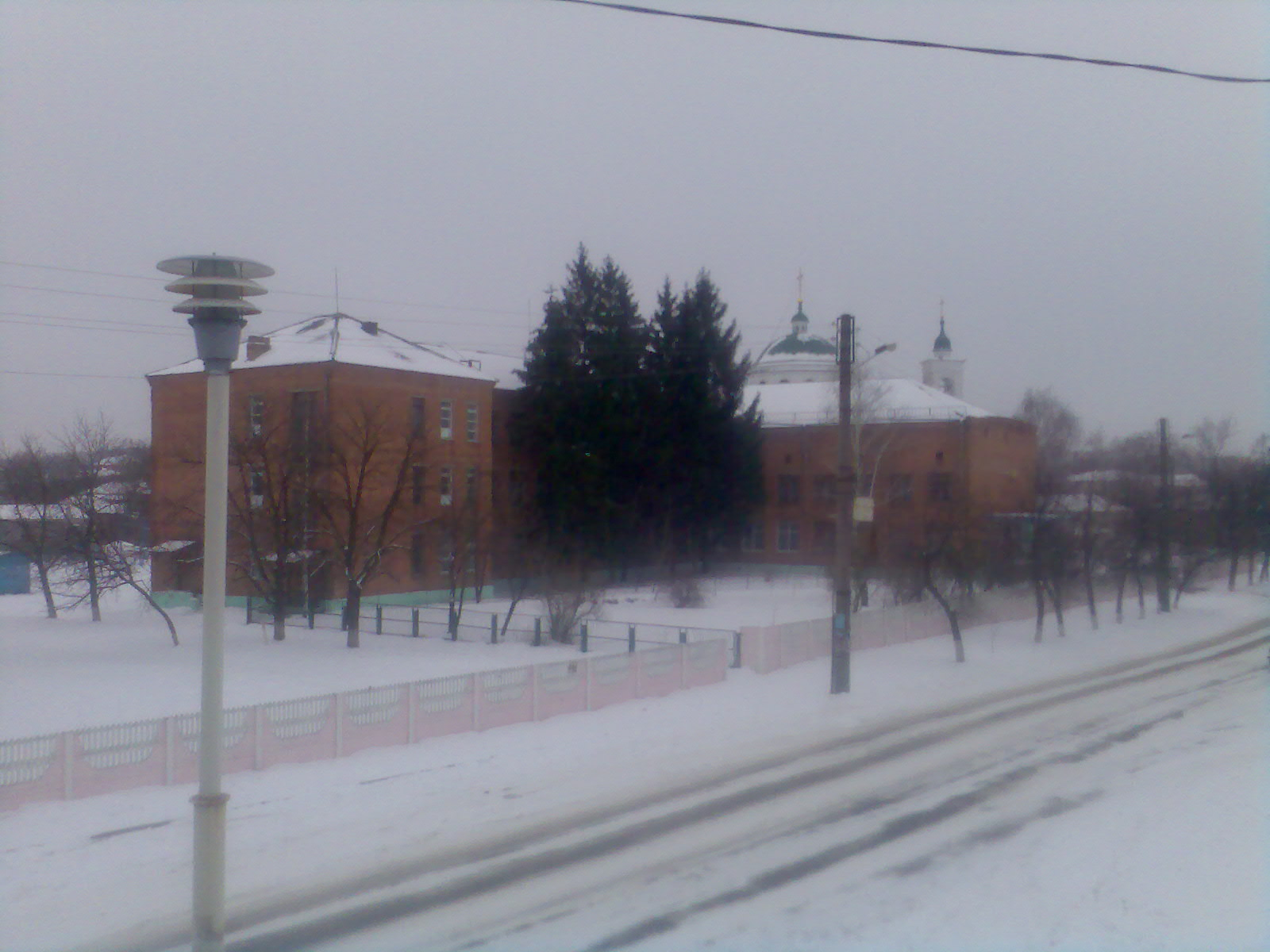
Вигляд з пішохідного мосту через річку Сіверський Дінець в районі початку вулиці Соборної на Хрестовоздвиженську церкву та Ізюмську гімназію № 1.
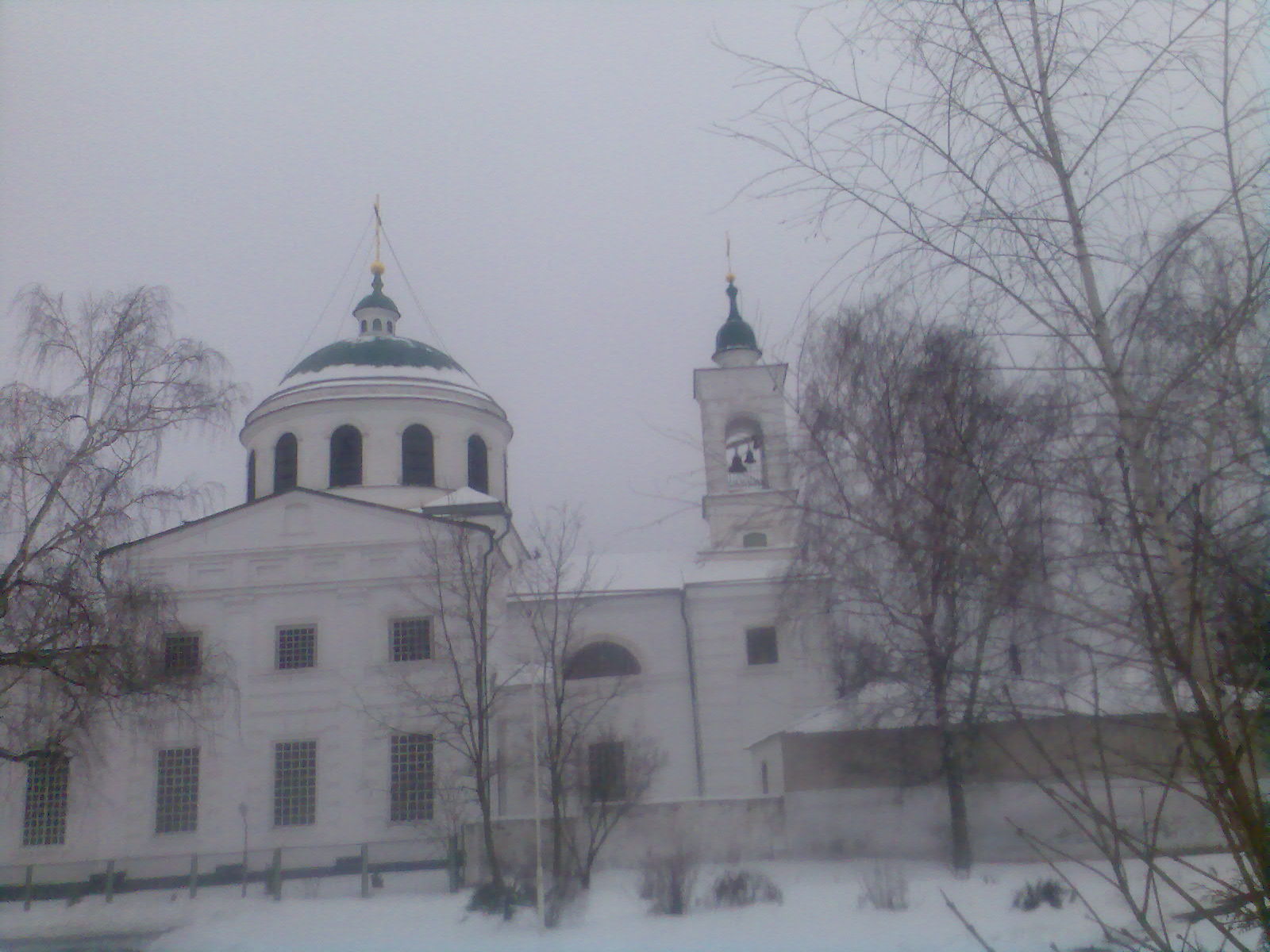
Вигляд зі сторони гімназії.
Могила одного з настоятелів храму на території церкви.
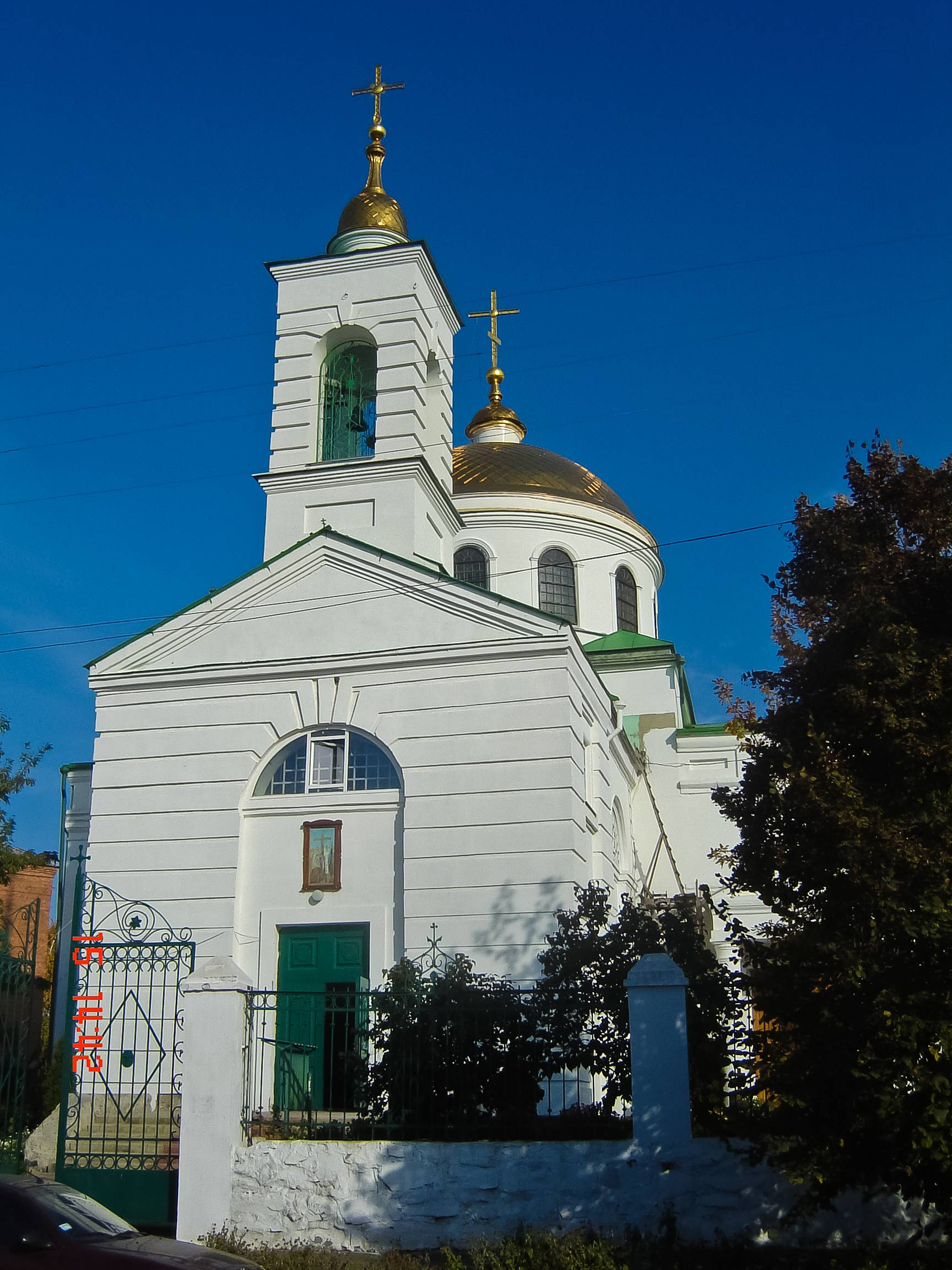
Вид з вулиці Соборна
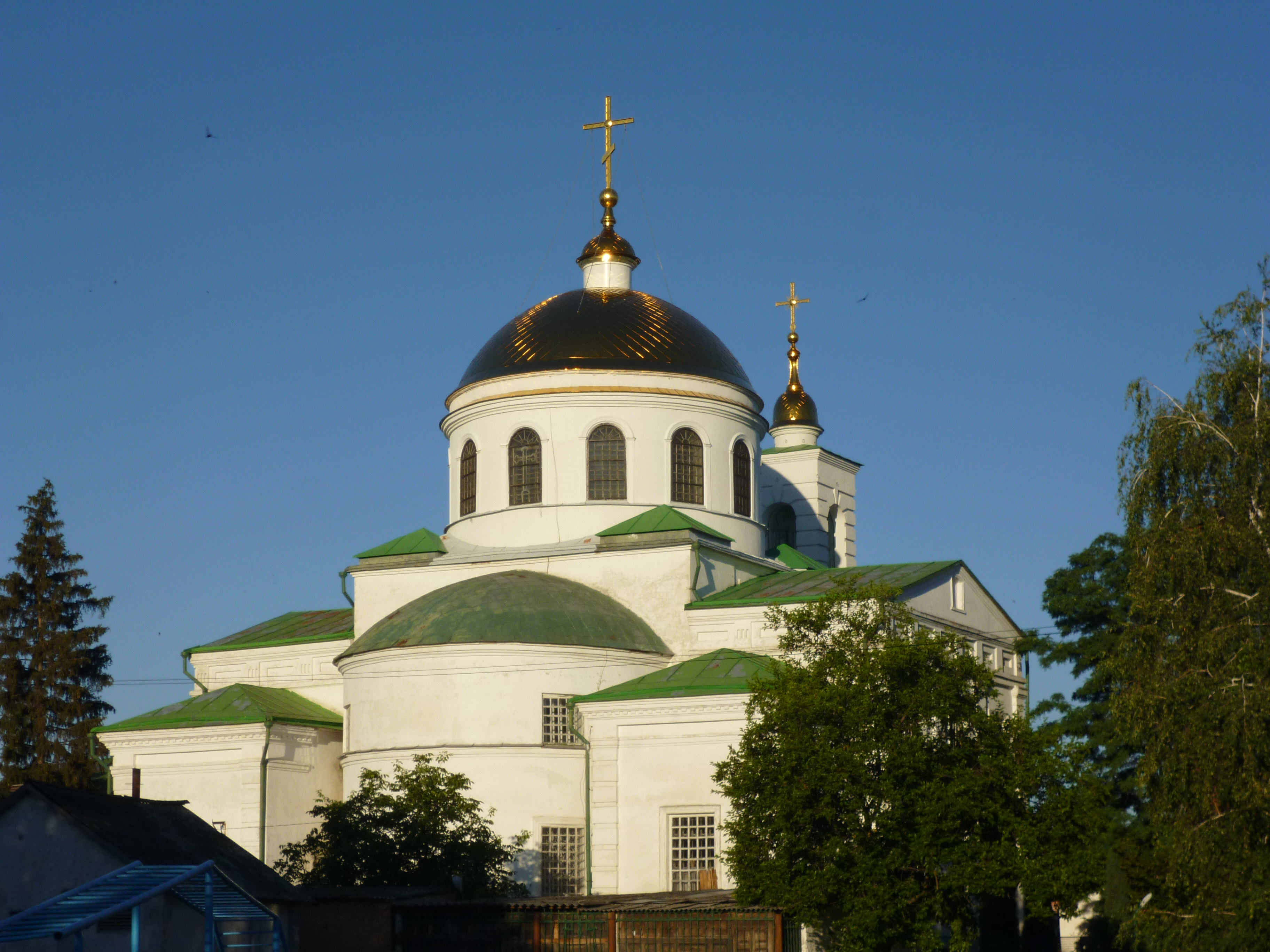
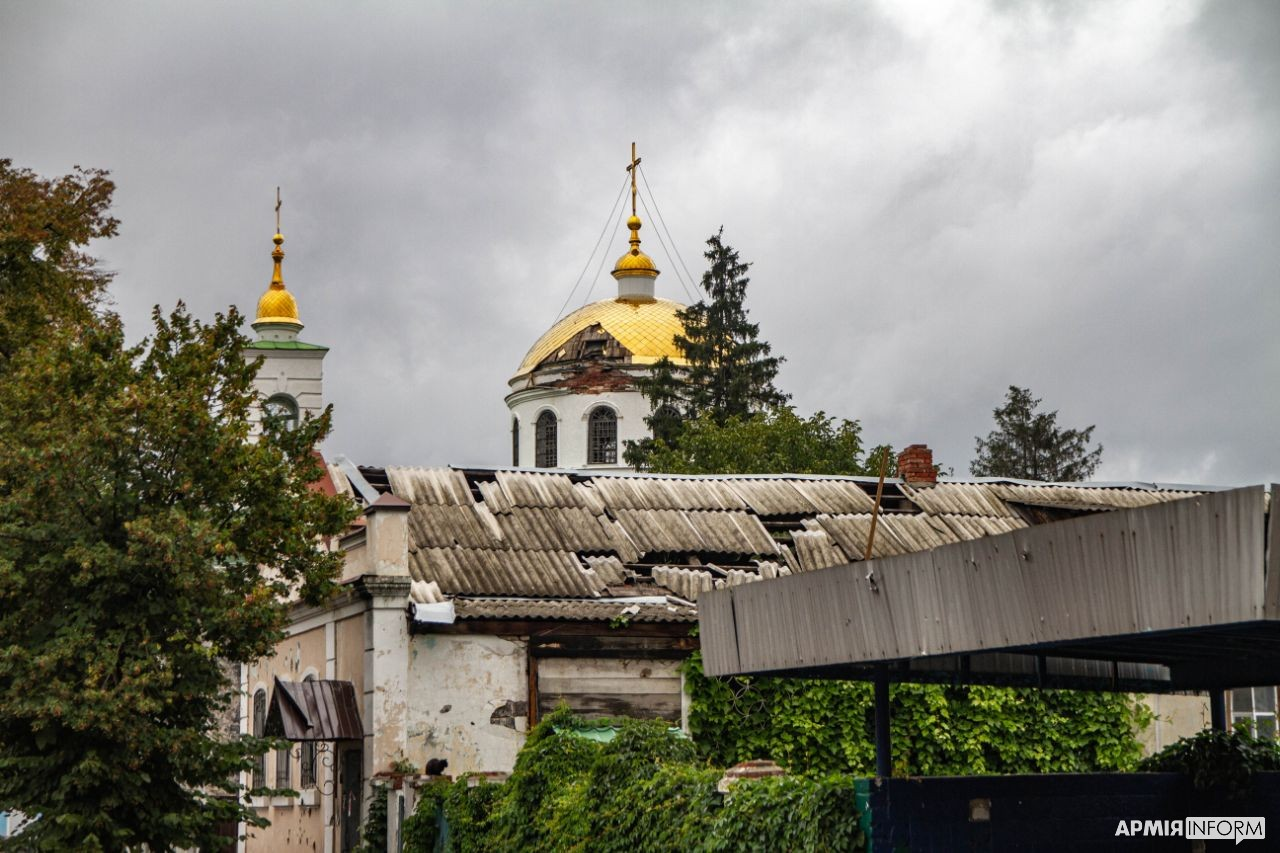
Після боїв за Ізюм